# Bolitoglossa riletti
Bolitoglossa riletti är en groddjursart som beskrevs av Holman 1964. Bolitoglossa riletti ingår i släktet Bolitoglossa och familjen lunglösa salamandrar. IUCN kategoriserar arten globalt som starkt hotad. Inga underarter finns listade.